# Nichirei International Championships
Nichirei International Championships (в 1995 году Nichirei International, в 1996 году Nichirei International Open) — международный женский теннисный турнир, часть WTA-тура, проводившийся с 1990 по 1996 год в Токио на открытых кортах с твёрдым покрытием (за исключением 1990 года, когда турнир проводился на закрытых кортах с ковровым покрытием). Относился ко II категории, призовой фонд составлял от 350 тысяч (в первые годы) до 450 тысяч (в последний год) долларов.
В 1997 году место турнира в сетке WTA занял Toyota Princess Cup, также проводившийся в Токио в сентябре-начале октября.

## Победительницы и финалистки
За семь лет существования турнира Мэри-Джо Фернандес четыре раза выигрывала его в парном разряде и один раз в одиночном. Трижды победительницей в одиночном разряде становилась Моника Селеш. Аранча Санчес-Викарио участвовала в трёх финалах в одиночном разряде и победила в одном из них; в тот же год она завоевала и парный титул. Аманда Кётцер по разу побеждала в одиночном и парном разрядах и ещё дважды була финалисткой в парах. Японским теннисисткам не удалось победить на турнире ни разу, но Кимико Датэ в одиночном разряде и Нана Мияги и Рика Хираки в парном доходили до финала.

### Одиночный разряд
| Год  | Победительница        | Финалистка            | Счёт в финале |
| ---- | --------------------- | --------------------- | ------------- |
| 1990 | Мэри-Джо Фернандес    | Эми Фрезьер           | 3-6, 6-2, 6-3 |
| 1991 | Моника Селеш          | Мэри-Джо Фернандес    | 6-1, 6-1      |
| 1992 | Моника Селеш (2)      | Габриэла Сабатини     | 6-2, 6-0      |
| 1993 | Аманда Кётцер         | Кимико Датэ           | 6-3, 6-2      |
| 1994 | Аранча Санчес-Викарио | Эми Фрезьер           | 6-1, 6-2      |
| 1995 | Мари Пьерс            | Аранча Санчес-Викарио | 6-3, 6-3      |
| 1996 | Моника Селеш (3)      | Аранча Санчес-Викарио | 6-1, 6-4      |

### Парный разряд
| Год  | Победительницы                           | Финалистки                           | Счёт в финале |
| ---- | ---------------------------------------- | ------------------------------------ | ------------- |
| 1990 | Робин Уайт Мэри-Джо Фернандес            | Мартина Навратилова Джиджи Фернандес | 4-6, 6-3, 7-6 |
| 1991 | Мэри-Джо Фернандес (2) Пэм Шрайвер       | Лаура Гильдемейстер Керри Каннингем  | 6-3, 6-3      |
| 1992 | Робин Уайт (2) Мэри-Джо Фернандес (3)    | Йаюк Басуки Нана Мияги               | 6-4, 6-4      |
| 1993 | Лиза Реймонд Чанда Рубин                 | Аманда Кётцер Линда Уайлд            | 6-4, 6-1      |
| 1994 | Жюли Алар Аранча Санчес-Викарио          | Эми Фрезьер Рика Хираки              | 6-1, 0-6, 6-1 |
| 1995 | Линдсей Дэвенпорт Мэри-Джо Фернандес (4) | Аманда Кётцер Линда Уайлд            | 6-3, 6-2      |
| 1996 | Аманда Кётцер Мари Пьерс                 | Ван Шитин Пак Сунхи                  | 6-3, 7-6      |